# Operation Bojinka

Drahtzieher und Sprengstoffspezialist Ramzi Ahmed Yousef

Philippinen: Ort der Planung für Bojinka

Die Operation Bojinka (arabisch بجنكة; tagalog Oplan Bojinka) (auch: Projekt Bojinka) war eine von Ramzi Ahmed Yousef (auch: Ramsi Jussef) und Chalid Scheich Mohammed geplante Abfolge von Attentaten, die im Januar 1995 stattfinden sollten. Unter anderem sah der Plan die Sprengung mehrerer Flugzeuge in der Luft vor, außerdem sollte Papst Johannes Paul II. bei einem Attentat getötet werden. Nur aufgrund eines Zufalls wurden die in Manila geplanten Anschläge von den philippinischen Behörden verhindert. Die Drahtzieher dieser Planungen ließen die Erkenntnisse in die Terroranschläge am 11. September 2001 in New York City einfließen.

## Begriffsherkunft
Die Bezeichnung für die geplanten Anschläge stammt aus einer im späteren Verlauf entdeckten Datei mit dem Dateinamen „Bojinka“. In dieser Datei waren neben einigen Notizen auch elf mögliche Flüge sowie deren Reiserouten verzeichnet.
Unterschiedliche Quellen vermuteten, der Begriff wurde aus dem serbokroatischen Slang entnommen, in dem er etwa „große Explosion“ bedeutet. Dem 9/11 Commission Report ist zu entnehmen, dass der Begriff keine besondere Bedeutung habe.

## Geplante Attentate

### Flugzeuganschläge

#### Planung
Geplant war, mehrere Flugzeuge auf dem Weg von Asien in die USA in der Luft zu sprengen. Unterschiedliche Quellen berichten von elf oder zwölf zu entführenden Flugzeugen. Für die Explosion sollte eine aus Nitroglyzerin bestehende Flüssigbombe benutzt werden. Bei einer erfolgreichen Durchführung hätten 4000 Menschen getötet werden können.

#### Vorbereitungen
Bereits 1994 testeten Ramzi Yousef und Chalid Scheich Mohammed die Sicherheit an Flughäfen, indem sie Nitroglyzerin, getarnt als Kontaktlinsenflüssigkeit, auf unterschiedlichen Flugrouten transportierten. Als Grund für ihre Reise gaben die Männer an, sie würden Frauen treffen. Zur Untermauerung ihrer Behauptung führten sie stets Kondome mit sich.

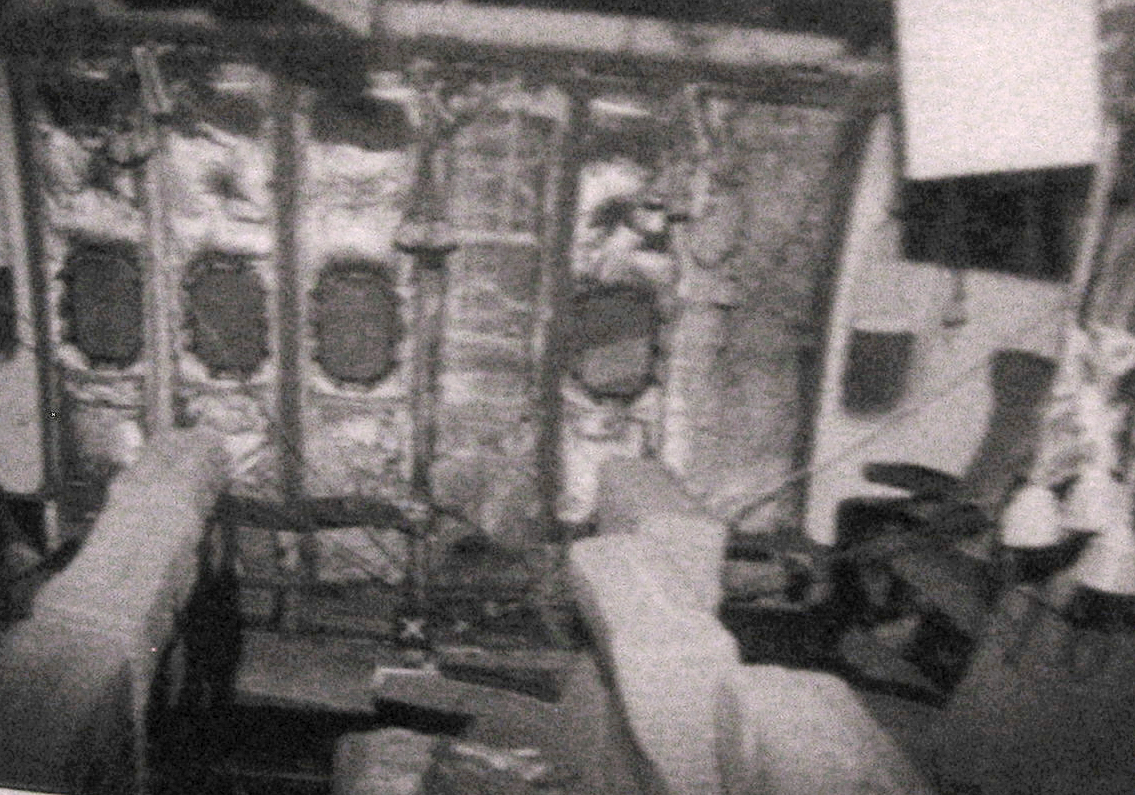
Anschlag auf Philippine-Airlines-Flug 434, Testlauf für Operation Bojinka

Um die Wirkung seiner selbstgebastelten Bombe zu testen, versteckte Ramzi Yousef eine Bombe auf dem Philippine-Airlines-Flug 434. Sie explodierte wie geplant in der Luft, nachdem Ramzi Yousef bei einem Zwischenstopp das Flugzeug verlassen hatte. Dabei wurden ein japanischer Passagier getötet und zehn weitere verletzt, jedoch konnte das Flugzeug nach dem Attentat sicher in Japan landen. Auch Shah führte eine Probesprengung in einem Theater in Manila durch.

### Weitere Ziele
- Ein als Priester verkleideter Attentäter sollte eine Bombe in der Nähe des Papstes zünden. Dazu hätte er am Weltjugendtag 1995 die Gelegenheit gehabt, als der Papst Manila auf den Philippinen besuchte.[7]
- Flugzeuge sollten entführt und in das Hauptquartier der CIA in Langley (Virginia) gelenkt werden.[8]
- Als alternative Ziele galten Gebäude, wie der US-Kongress, das Weiße Haus oder das Pentagon.[3][9]

## Drahtzieher und Attentäter
Ramzi Yousef war bereits in den Bombenanschlag auf das World Trade Center 1993 involviert. Der beteiligte Attentäter Chalid Scheich Mohammed ist auch einer der Drahtzieher der Terroranschläge am 11. September 2001 und bekam hier vermutlich die Idee, Flugzeuge als fliegende Bomben zu benutzen.
Zu den Drahtziehern, die aus dem Umfeld der al-Qaida stammen, gehört auch Wali Khan Amin Shah. Er war eine der Personen, die die geplanten Anschläge finanzierten, außerdem kümmerte er sich um die Geldwäsche. Mit Geschenken brachte er einige Frauen, darunter seine Lebensgefährtin, dazu, Bankkonten zu eröffnen, auf die das benötigte Geld floss. Um keinen Argwohn zu erwecken, wurden nur kleinere, dreistellige Beträge überwiesen.

## Entdeckung und Vereitelung

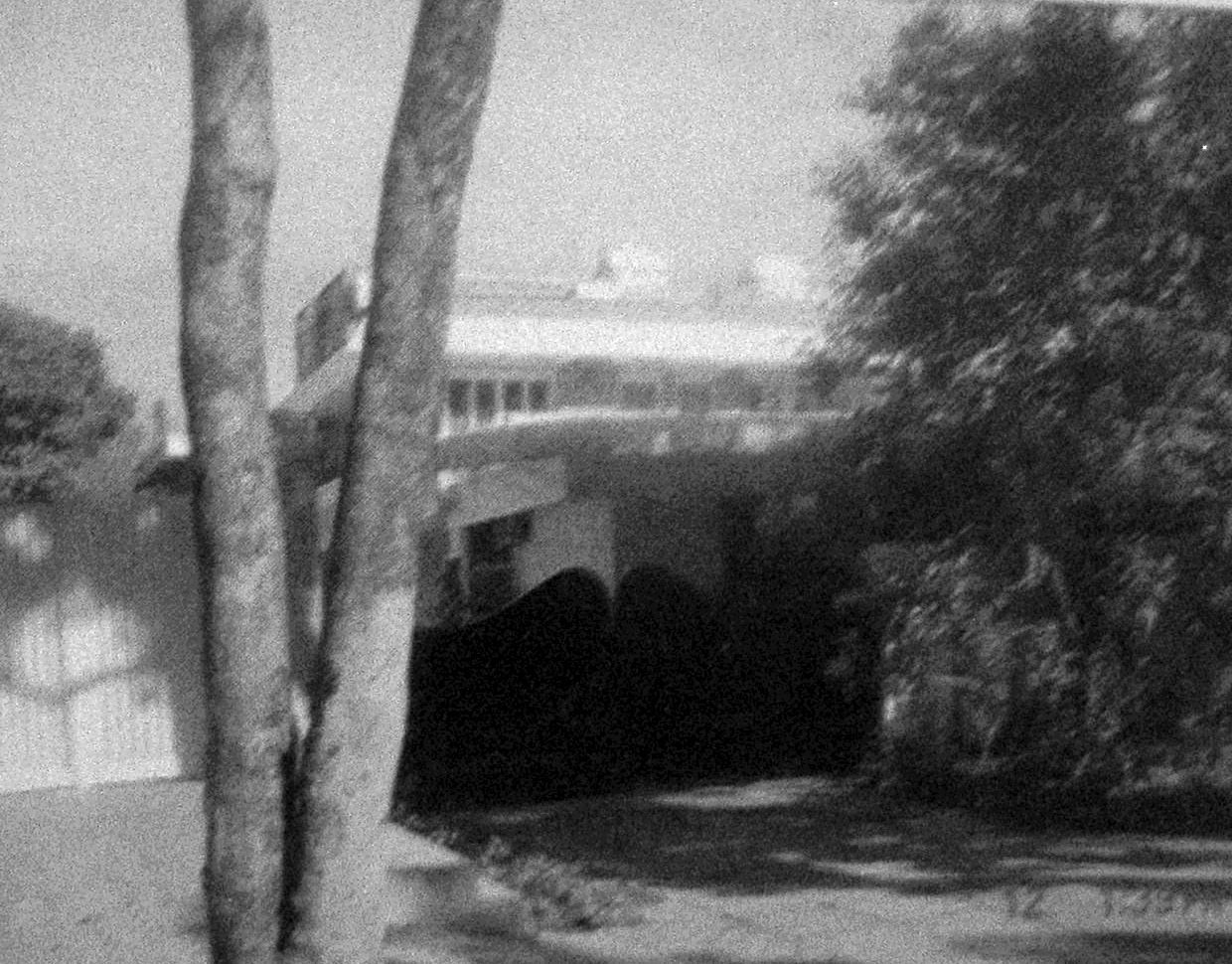
Gästehaus in Islamabad, in dem Ramzi Yousef im Februar 1995 festgenommen wurde.

Operation Bojinka scheiterte am 6. Januar 1995 – sechs Tage bevor der Papst die Philippinen besuchen sollte – nach einem Brand in der Wohnung, in der die Attentäter wohnten. Ausgelöst wurde er durch eine chemische Reaktion, als einer der Mittäter, Abdul Hakim Murad, eine bislang unbekannte chemische Substanz mit Wasser in Berührung brachte. Das Feuer wurde bemerkt, nachdem Anwohner einen merkwürdigen Geruch wahrgenommen hatten. Der Vermieter rief daraufhin die Feuerwehr; auch die Polizei wurde später eingeschaltet.
Während die Attentäter zunächst fliehen konnten, wurde Material sichergestellt, das zum Bombenbau diente. Auch wurde Ramzi Yousefs Computer durchsucht, auf dem schließlich die Reiserouten möglicher Flüge und Kontaktinformationen gefunden wurden. In einer Datei, benannt Bojinka, wurden Notizen Yousefs sichergestellt. Auszug:
SETTING: 9:30 pm to 10:30 pm TIMER: 23HR. BOJINKA: 20:30-21:30 NRT Date 5
Die Ermittler fanden Straßenkarten mit den Routen der Autokolonne des Papstes, mehrere Ausgaben der Bibel, Kruzifixe, Priesterkleidung, zwölf falsche Pässe, eine Visitenkarte und fünf verschiedene Telefonnummern von Mohammed Jamal Khalifa, einem weiteren Geldgeber der Aktion. Ramzi Yousef konnte später in Pakistan festgenommen werden.

## Rezeption
Als Wegbereiter zu den Terroranschlägen des 11. Septembers 2001 wurde die Operation Bojinka in Dokumentationen dieser Thematik behandelt, etwa in The Path to 9/11 – Wege des Terrors.